# Carlos García Quesada
|  | Aquest article tracta sobre el ciclista. Si cerqueu el futbolista, vegeu «Carlos García Quesada (futbolista)». |

Carlos García Quesada (La Zubia, Granada, 18 d'abril de 1978) és un ciclista espanyol, professional des del 2001 fins al 2006. Va aconseguir algunes victòries en curses com la Volta a Andalusia o la Volta a Castella i Lleó, i una etapa a la Volta a Espanya.
El 2006 es va veure implicat en l'Operació Port, sent identificat per la Guàrdia Civil com a client de la xarxa de dopatge liderada per Eufemiano Fuentes amb el nom en clau Carlos. García Quesada no fou sancionat per la Justícia espanyola en no ser el dopatge un delicte a Espanya en aquell moment, i tampoc va rebre cap sanció en negar-se el jutge instructor del cas a facilitar als organismes esportius internacionals (AMA, UCI) les proves que demostrarien la seva implicació com a client de la xarxa de dopatge.
El seu germà Adolfo també fou ciclista professional.

## Palmarès
- 2002
  - 1r al Memorial Manuel Galera
- 2003
  - Vencedor d'una etapa de la Volta a Burgos
- 2004
  - 1r al Gran Premi Estremadura-RTP i vencedor d'una etapa
- 2005
  - Vencedor d'una etapa de la Volta a Espanya
  - 1r a la Volta a Castella i Lleó i vencedor de 2 etapes
  - Vencedor d'una etapa de la Volta a Andalusia
  - 1r a la Clàssica d'Ordizia
- 2006
  - 1r a la Volta a Andalusia
  - Vencedor d'una etapa de la Volta a Múrcia

### Resultats a la Volta a Espanya
- 2002. 19è de la classificació general
- 2003. 74è de la classificació general
- 2004. 5è de la classificació general
- 2005. 5è de la classificació general. Vencedor d'una etapa

### Resultats al Giro d'Itàlia
- 2001. Abandona (6a etapa)